# The American Language
The American Language, först publicerad 1919, är en bok av H. L. Mencken om den engelska som talas i USA.
Mencken inspirerades av ”jargongen hos de färgade kyparna” i Washington, av en av sina favoritförfattare, Mark Twain, samt av sina erfarenheter från Baltimores gator. 1902 kommenterade Mencken de ”besynnerliga ord som bidrar till att skapa ’Förenta staterna.’” Boken föregicks av flera kolumner i  The Evening Sun. Mencken frågade till sist: ”Varför försöker inte någon noggrann expert sig på en grammatik över det amerikanska språket … det vill säga den engelska som talas av de stora massorna av vanligt folk i detta vackra land?”  Han tycks sedan själv ha besvarat sin egen fråga.
I den tradition som inleddes av Noah Webster, som skrev den första amerikanska ordboken, ville Mencken försvara ”amerikanismer” mot den stadiga ström av engelska kritiker som vanligtvis såg amerikanismer som närmast barbariska perversioner av modersmålet. Mencken angrep dessa kritikers och de amerikanska ”skolfröknarnas” preskriptiva grammatik, och hävdade, likt Samuel Johnson i förordet till hans ordbok, att språket utvecklas oberoende av textböcker.
Boken tar på sina 374 sidor upp ”amerikanska” variationer av ”engelska”, hur de började och spreds, amerikanska namn och amerikansk slang. Enligt Mencken var den amerikanska engelskan mer färgstark, livlig och kreativ än dess brittiska motsvarighet.
Boken sålde exceptionellt bra med Menckens mått mätt – 1 400 exemplar under de första två månaderna. Recensioner av boken lovordade den, förutom en recension av Menckens gamla ärkefiende, Stuart Sherman.
Under decennierna som följde gav Mencken gav ut flera fullstora supplement till huvudvolymen.
Många av de källor och det researchmaterial som använts vid bokens tillkomst finns i Menckensamlingen på Enoch Pratt Free Library i Baltimore, Maryland.